# Station Warszawa Centralna
Station Warszawa Centralna is een spoorwegstation in het stadsdeel Śródmieście in de Poolse hoofdstad Warschau. Het station werd in 1975 geopend en is het belangrijkste station van de Poolse hoofdstad.
Het centraal station is met een tunnel verbonden met de stations Warszawa Wschodnia (Warschau Oost) en Warszawa Zachodnia (Warschau West).
In januari 2013 werd in de stationshal gedurende drie weken een tentoonstelling van Wiki Loves Monuments gehouden.
Het Zwitserse maandblad „Hochparterre” beoordeelde het als „uitstekende openbare ruimte: de centrale hal van het treinstation Warszawa Centralna in zijn oorspronkelijke vorm.”

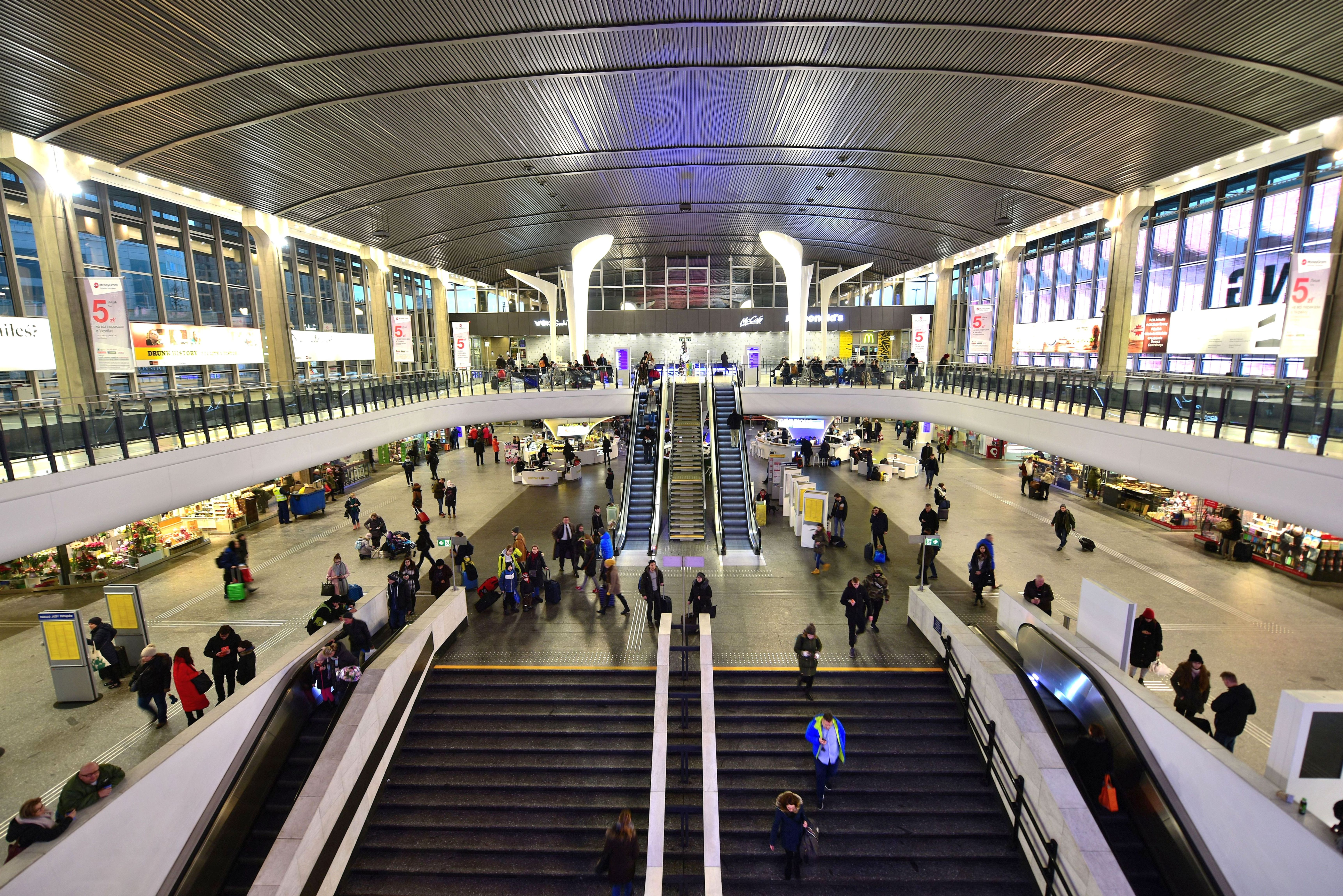
Centrale hal

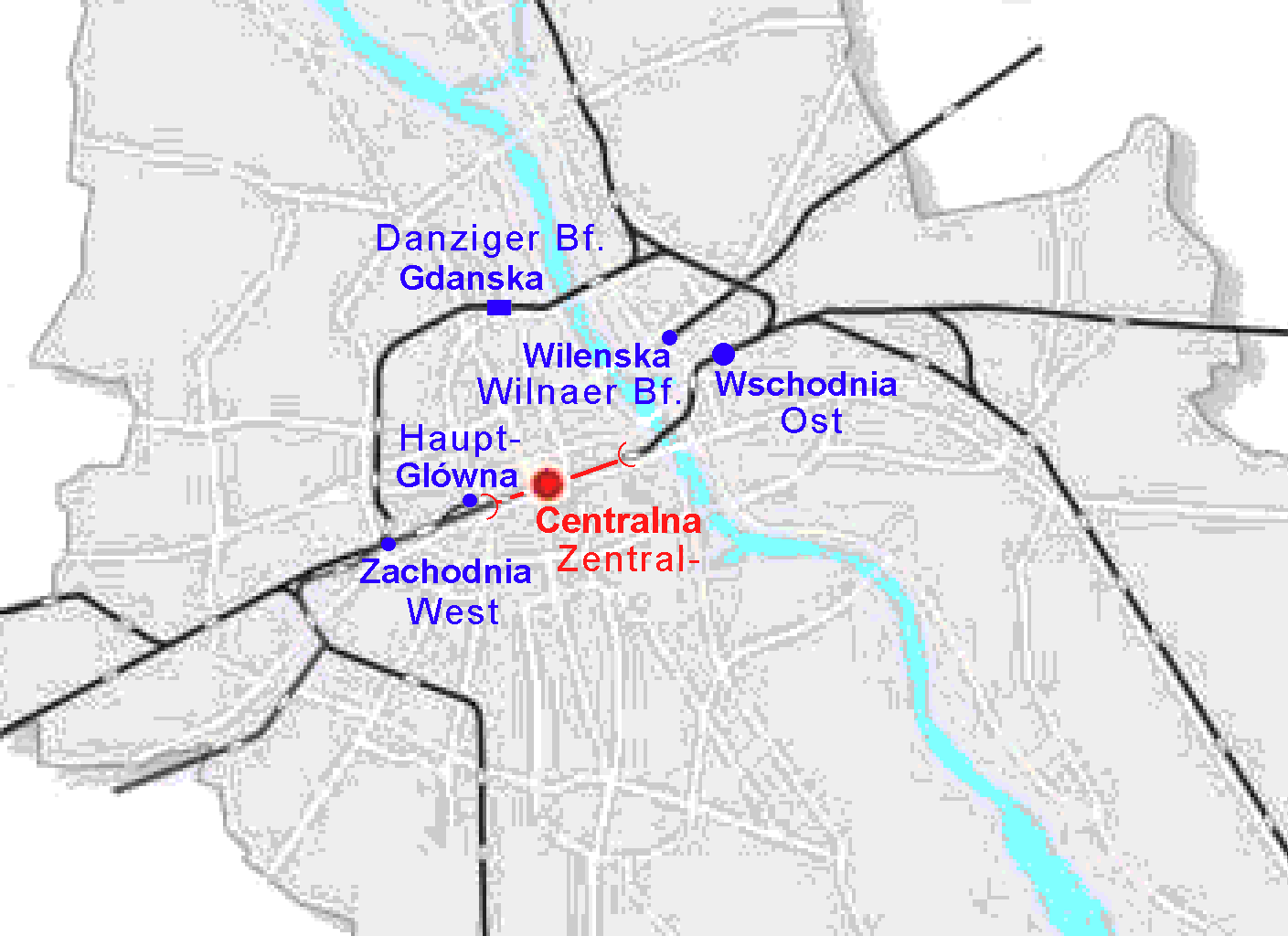
Locatie Warszawa-Centralna in Warschau